# Iglesia de la Santa Madre de Dios (Alepo)
La Iglesia de la Santa Madre de Dios (en árabe: كنيسة السيدة العذراء مريم; en armenio: Սուրբ Աստուածածին Եկեղեցի) es una iglesia apostólica armenia en la zona Suleimaniyeh de la ciudad de Alepo, en Siria, cerca del río Quweiq. La construcción de la iglesia se remonta a su consagración, que tuvo lugar el 1 de mayo de 1983, por su Santidad Karekin II del Catolicosado armenio de Cilicia en ese momento.
La actual iglesia de la Santa Madre de Dios es considerada como la continuación de la histórica iglesia de la Santa Madre de Dios del antiguo barrio cristiano de Jdeydeh, que fue inaugurada en 1429 y funcionó hasta principios del siglo XX, en el patio de la catedral de los Cuarenta Mártires en Alepo, la cual se convirtió en una biblioteca y recientemente en el Museo Zarehian en 1991.

## Historia
Ante la ausencia de una iglesia para servir a la numerosa comunidad armenia de la zona de Suleimaniyeh en Alepo, surgió la idea de construir una nueva iglesia, que se hizo realidad con las donaciones de benefactores armenios, especialmente aquellos cuyas raíces eran de la ciudad cilicia de Aintab (hoy Gaziantep) y a través de los esfuerzos del padre Zarmayr Hindoyan, el líder espiritual de los armenios de Aintabian en Alepo.
En 1617, según Simeón de Polonia, la iglesia, junto con la catedral de los Cuarenta Mártires, fue renovada y ampliada por Khoja Sanos.
La ceremonia de bendición del terreno tuvo lugar el 10 de septiembre de 1972 con la presencia de Khoren I, Catholicos de la Santa Sede de Cilicia, durante el período del obispo Datev Sarkissian. Las obras de construcción finalizaron por completo en 1982. La ceremonia de consagración tuvo lugar el 1 de mayo de 1983 bajo el patrocinio de Karekin II.
Hoy en día, la iglesia misma juega un papel importante en la vida de los armenios de Alepo. Suele estar abarrotado de fieles durante las misas dominicales habituales. Muchos armenios son miembros de la iglesia.
La iglesia dispone de una gran sala inaugurada en 1987 con un escenario en la planta baja, que se utiliza para reuniones culturales, conciertos, seminarios y celebraciones.
En 1993, se erigió un monumento a Khachkar de Sarkis Balmanougian en el lado derecho de la entrada principal de la iglesia, para conmemorar a las víctimas del genocidio armenio. La iglesia fue completamente renovada en 1998.
Junto a la iglesia se encuentra la escuela secundaria armenia Gertasirats y el teatro Zohrab Kaprielian.